# Christopher McQuarrie

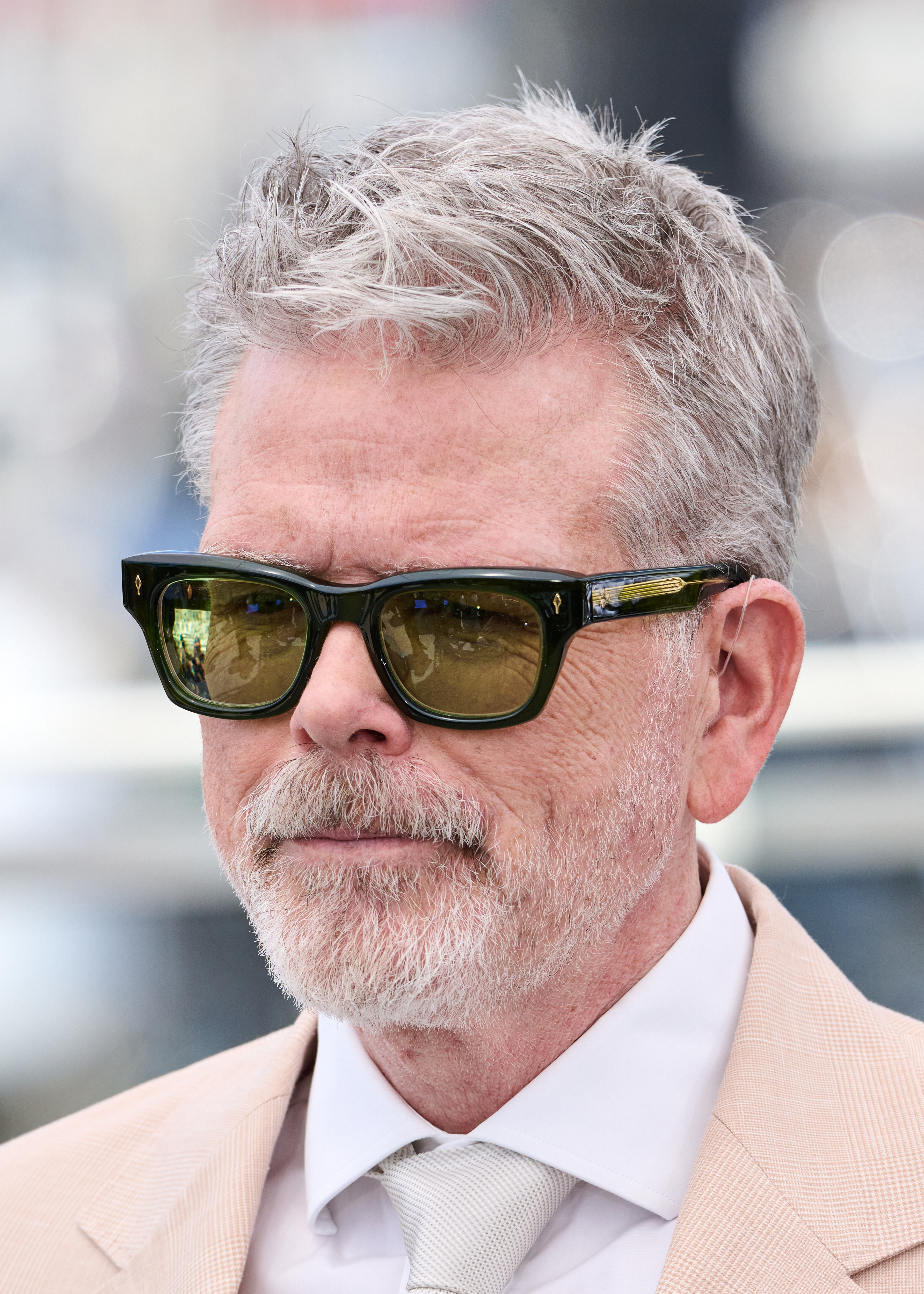
Christopher McQuarrie (2025)

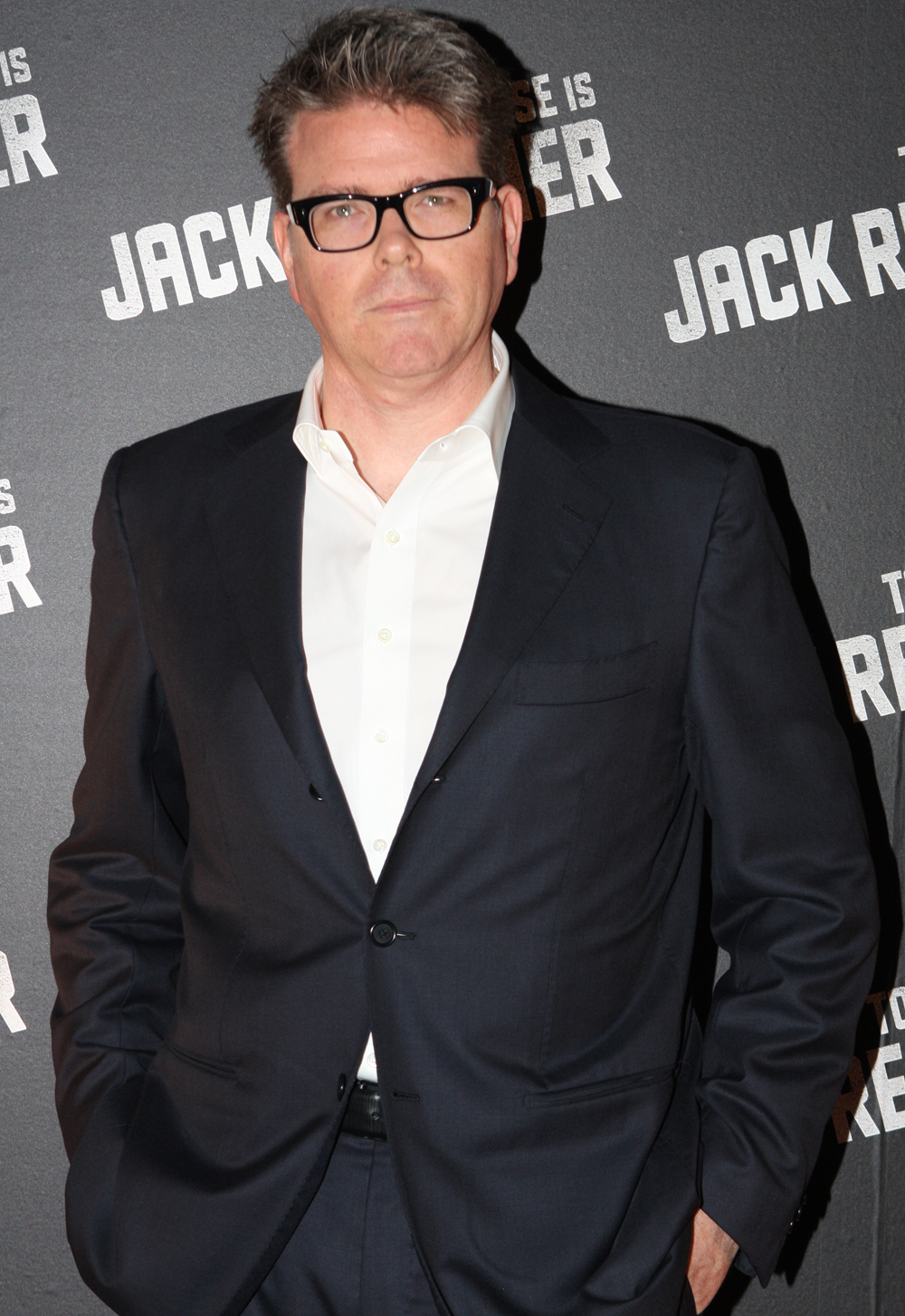
Christopher McQuarrie (2012)

Christopher Allen McQuarrie (* 25. Oktober 1968 in Princeton Junction, New Jersey) ist ein US-amerikanischer Drehbuchautor, Filmregisseur und Filmproduzent, der vor allem durch Filme mit Tom Cruise in der Hauptrolle bekannt geworden ist.

## Leben
Christopher McQuarrie besuchte zusammen mit Bryan Singer die High School. Nach dem Schulabschluss lebte er für ein Jahr in Australien, wo er an einem Internat arbeitete. Nach seiner Rückkehr in die USA arbeitete er vier Jahre in einer Security-Firma.
Im Jahr 1991 schrieb er zusammen mit Bryan Singer und Michael Feit Doug das Drehbuch zum Film Public Access, der auch für Singer das Debüt als Regisseur darstellte. Der Film, der 1993 den Großen Preis der Jury beim Sundance Film Festival zugesprochen bekam, stellte für McQuarrie den Durchbruch dar.
1995 schrieb er das Drehbuch zu Die üblichen Verdächtigen, für das er 1996 mit dem Oscar in der Kategorie Bestes Originaldrehbuch ausgezeichnet wurde; er erhielt hierfür ebenso einen BAFTA Award und einen Independent Spirit Award. In diesem Film spielte er eine Nebenrolle als Polizist beim Verhör.
Mit The Way of the Gun im Jahr 2000 gab McQuarries sein Debüt als Regisseur. 2008 kam der Film Operation Walküre – Das Stauffenberg-Attentat in die Kinos, für den McQuarrie das Drehbuch verfasste. 2010 entwickelte er die kurzlebige NBC-Fernsehserie Persons Unknown. 2012 inszenierte er mit Jack Reacher seinen zweiten Film. Danach entstand als seine dritte Zusammenarbeit mit Tom Cruise der Film Mission: Impossible – Rogue Nation, der im Juli 2015 in die Kinos kam. Ihre Kooperation setzte sich 2018 mit dem von McQuarrie inszenierten Actionfilm Mission: Impossible – Fallout fort. Im Jahr zuvor wurde Die Mumie veröffentlicht, an dem er am Drehbuch beteiligt war und Cruise die Hauptrolle übernahm. Auch die Teile sieben und acht der Mission-Impossible-Filmreihe aus den Jahren 2023 und 2025 inszenierte er.
Als Produzent war McQuarrie an den Filmen Operation Walküre – Das Stauffenberg-Attentat (2008) und The Stanford Prison Experiment (2015) beteiligt.
Christopher McQuarrie ist mit der Kostümbildnerin Heather McQuarrie verheiratet, die er am Set zu The Way of the Gun kennenlernte.

## Filmografie (Auswahl)
Drehbuch
- 1993: Public Access
- 1994: New York Cops – NYPD Blue (NYPD Blue, Fernsehserie, Episode 2x06)
- 1995: Die üblichen Verdächtigen (The Usual Suspects)
- 2000: The Way of the Gun
- 2008: Operation Walküre – Das Stauffenberg-Attentat (Valkyrie)
- 2010: Persons Unknown (Fernsehserie, 13 Episoden)
- 2010: The Tourist
- 2013: Jack Reacher
- 2013: Jack and the Giants (Jack the Giant Slayer)
- 2014: Edge of Tomorrow
- 2015: Mission: Impossible – Rogue Nation
- 2017: Die Mumie (The Mummy)
- 2018: Mission: Impossible – Fallout
- 2022: Top Gun: Maverick
- 2023: Mission: Impossible – Dead Reckoning Teil Eins (Mission: Impossible – Dead Reckoning Part One)
- 2025: Mission: Impossible – The Final Reckoning

Regie
- 2000: The Way of the Gun
- 2013: Jack Reacher
- 2015: Mission: Impossible – Rogue Nation
- 2018: Mission: Impossible – Fallout
- 2023: Mission: Impossible – Dead Reckoning Teil Eins (Mission: Impossible – Dead Reckoning Part One)
- 2025: Mission: Impossible – The Final Reckoning

Produktion
- 2016: Jack Reacher: Kein Weg zurück (Jack Reacher: Never Go Back)
- 2022: Top Gun: Maverick
- 2023: Mission: Impossible – Dead Reckoning Teil Eins (Mission: Impossible – Dead Reckoning Part One)
- 2025: Mission: Impossible – The Final Reckoning

## Auszeichnungen
- 1996: Oscar in der Kategorie Bestes Originaldrehbuch für Die üblichen Verdächtigen
- 1996: BAFTA Award in der Kategorie Bestes Originaldrehbuch für Die üblichen Verdächtigen
- 1996: Independent Spirit Award in der Kategorie Bestes Originaldrehbuch für Die üblichen Verdächtigen